# Nima Yushich
Alí Esfandiarí (en persa: علی اسفندیاری), más conocido por su seudónimo Nimá Yushich (persa: نیما یوشیج) (Yush, Mazandarán, Irán; 12 de noviembre de 1896-Shemirán, Irán; 6 de enero de 1960), fue un poeta iraní, quien escribió en mazandaraní y en farsi e inició el movimiento literario de la nueva poesía (she’r-e no), también conocido como poesía nimáica (she’r-e nimaí).

## Biografía
Alí Esfandiarí nació el 12 de noviembre de 1896 en el poblado de Yush, localizado en la actual provincia de Mazandarán, en Irán, de origen tabarí, también tenía raíces georgianas, hijo de Ebrahim Nurí. De pequeño ayudó a su padre en el cuidado de la granja familiar y en las actividades de pastoreo, durante las cuales visitó varios campamentos veraniegos e invernales conviviendo con pastores y trabajadores itinerarios.  La vida alrededor de la fogata, en la cual los pastores contaban histories simples y entretenidas sobre conflictos populares y tribales, le dejó profunda huella que habría de marcar su futura obra poética.  La educación elemental la llevó a cabo en un maktab, escuela primaria musulmana.  Su profesor, el mullah, tenía que buscarlo en las calles y llevarlo a la escuela en donde lo castigaba.  A la edad de doce años, Esfandiarí fue llevado a Teherán para estudiar en la Escuela de San Luis.  La vida en el colegio católico no cambió las actitudes del joven, pero la instrucción del joven profesor Nezam Vafa lo hizo.  Este, siendo un poeta importante, cobijó al joven estudiante y nutrió su talento literario.
Alí Esfandiarí estuvo expuesto tanto a la educación católica y la vida urbana que contrastaban con la instrucción en el maktab y la vida rural y tribal, lo que influyó en la imaginación del joven. En un principio Nima estuvo influido por poesía en la tradición de Saadí y Hafez por algún tiempo hasta que empieza a incorporar nuevos mecanismos para poder expresar mejor sus ideas.  Sus poemas Oh noche (Ay shab) y Mito (Afsané) pertenecen a este periodo de transición.
En general, Nimá manipuló el ritmo y la rima y permitió la estructura de los versos estar determinada por la profundidad del pensamiento más que por la métrica convencional persa que dictaba la longitud del verso (bayt) desde los albores de la poesía persa.